# Dietilen glikol dinitrat
Dietilen glikol dinitrat (DEGDN) je eksplozivni nitrovani alkoholni estar formule C4H8N2O7. Iako je hemijski sličan brojnim drugim visokim eksplozivima, čisti dietilen glikol dinitrat je teško zapaliti ili detonirati. Paljenje obično zahteva lokalizovano zagrevanje do tačke raspadanja, osim ako se DEGDN prvo atomizuje.
Dietilen glikol dinitrat je takođe organsko jedinjenje, koje sadrži 4 atoma ugljenika i ima molekulsku masu od 196,116 .

## Priprema i upotreba
Dietilen glikol dinitrat se može dobiti nitracijom dietilen glikola sa azotnom kiselinom u prisustvu agensa za dehidrataciju kao što je koncentrovana sumporna kiselina.
DEGDN se može mešati sa nitrocelulozom ili nitroglikolom da bi se formirao koloid, koji se koristi u bezdimnom barutu za artiljerijsko i raketno gorivo. Tokom Drugog svetskog rata bio je sastavni deo nemačkog baruta zajedno sa celuloznim nitratom, centralitom i kalijum sulfatom, a takođe koristile su ovu mešavinu u svojoj artiljeriji.  Eksplozivna snaga je samo oko {\displaystyle {\frac {2}{3}}} snage glicerol trinitrata, takođe je manje osetljiv na udar. Može se želatinisati kolodijumskom vunom. Takođe se koristi kao plastifikator za desenzibilizaciju jer doprinosi snazi smeše dok stabilizuje eksploziv.

## Osobine
| Osobina                  | Vrednost |
| ------------------------ | -------- |
| Broj akceptora vodonika  | 7        |
| Broj donora vodonika     | 0        |
| Broj rotacionih veza     | 8        |
| Particioni koeficijent ( | 3,8      |
| Rastvorljivost (logS, log(mol/L))       | -2,0     |
| Polarna površina (PSA, Å2)  | 119,3    |

## Toksičnost
Ako se proguta, poput nitroglicerina, brzo izaziva vazodilataciju oslobađanjem azotnog oksida, fiziološkog signalnog molekula koji opušta glatke mišiće. Shodno tome, dietilen glikol dinitrat se povremeno koristi u medicini za ublažavanje angine, što je substernalni bol u grudima povezan sa poremećenom srčanom cirkulacijom. Obrazloženje je da je istovremena glavobolja koju izaziva nešto manje teška od drugih nitro jedinjenja.

## Korišćenje
Trenutno se čini da je interesovanje za hemikaliju uglavnom istorijsko: snažnije mešavine perhlorat-metala su je odavno zamenile kao čvrsto gorivo; bezbedniji eksplozivi su zamenili nitroglicerin, pravi dinamit (izraz se često koristi generalno, čak i od strane iskusnih terenskih tehničara, da se odnosi na skoro svaki eksploziv koji se isporučuje u malim, diskretnim pakovanjima) zadržavajući samo nekoliko specijalizovanih upotreba. Medicinska primena nikada nije bila široko rasprostranjena, standardni nitroglicerin je brže delovao i bio je veoma jeftin; oralni nitrati u svakom slučaju su samo palijativni, a ne efikasan tretman.
Trietilen glikol dinitrat, dietilen glikol dinitrat i trimetiloletan trinitrat se razmatraju kao zamene za nitroglicerin u pogonskim gasovima.

## Literatura
- Clayden, Jonathan; Greeves, Nick; Warren, Stuart; Wothers, Peter (2001). Organic Chemistry (I изд.). Oxford University Press. ISBN 978-0-19-850346-0.
- Smith, Michael B.; March, Jerry (2007). Advanced Organic Chemistry: Reactions, Mechanisms, and Structure (6th изд.). New York: Wiley-Interscience. ISBN 0-471-72091-7.
- Katritzky A.R.; Pozharskii A.F. (2000). Handbook of Heterocyclic Chemistry (Second изд.). Academic Press. ISBN 0080429882.

## Dodatna literatura
- W. H. Rinkenbach, Industrial Engineering Chemistry v19 p925 (1927) Note: the present author has transliterated some terminology and notation in line with modern practice.
- Military applications referenced in Encyclopedia of Weapons of World War 2; Gen. Ed. Chris Bishop, c.2003 Friedman/Fairfax NYNY,  1-58663-762-2